# Cooper (Texas)
Cooper es una ciudad ubicada en el condado de Delta en el estado estadounidense de Texas. En el Censo de 2010 tenía una población de 1.969 habitantes y una densidad poblacional de 523,22 personas por km².

## Geografía
Cooper se encuentra ubicada en las coordenadas 33°22′19″N 95°41′27″O / 33.37194, -95.69083. Según la Oficina del Censo de los Estados Unidos, Cooper tiene una superficie total de 3.76 km², de la cual 3.73 km² corresponden a tierra firme y (0.83%) 0.03 km² es agua.

## Demografía
Según el censo de 2010, había 1.969 personas residiendo en Cooper. La densidad de población era de 523,22 hab./km². De los 1.969 habitantes, Cooper estaba compuesto por el 77.25% blancos, el 14.83% eran afroamericanos, el 1.17% eran amerindios, el 1.12% eran asiáticos, el 0% eran isleños del Pacífico, el 2.79% eran de otras razas y el 2.84% pertenecían a dos o más razas. Del total de la población el 6.15% eran hispanos o latinos de cualquier raza.